# US Super Tour w biegach narciarskich 2017/2018
US Super Tour w biegach narciarskich 2017/2018 to kolejna edycja tego cyklu zawodów. Rywalizacja rozpocznie się 2 grudnia 2017 r. w amerykańskim Rendezvous Ski Trails, a zakończy się 24 marca 2018 r. w amerykańskim Craftsbury Outdoor Center.
W poprzednim sezonie tego cyklu najlepsi byli Amerykanie: wśród kobiet Chelsea Holmes, a wśród mężczyzn Scott Patterson.

## Kalendarz i wyniki

### Kobiety
| Lp. | Data             | Miejscowość               | Dystans                            | 1. miejsce           | 2. miejsce            | 3. miejsce        |
| --- | ---------------- | ------------------------- | ---------------------------------- | -------------------- | --------------------- | ----------------- |
| 1.  | 2 grudnia 2017   | Rendezvous Ski Trails     | Sprint s. dowolnym                 | Anne Hart            | Erika Flowers         | Kelsey Phinney    |
| 2.  | 3 grudnia 2017   | Rendezvous Ski Trails     | 10 km s. klasycznym (start masowy) | Hedda Bångman        | Kaitlynn Miller       | Caitlin Patterson |
| 3.  | 26 stycznia 2018 | Craftsbury Outdoor Center | Sprint s. klasycznym               | Kaitlynn Miller      | Kelsey Phinney        | Felicia Gesior    |
| 4.  | 28 stycznia 2018 | Craftsbury Outdoor Center | 5 km s. dowolnym                   | Becca Rorabaugh      | Rosie Frankowski      | Erika Flowers     |
| 5.  | 15 lutego 2018   | Al Quaal Recreation Area  | Sprint s. dowolnym                 | Anikken Gjerde Alnæs | Erika Flowers         | Kaitlynn Miller   |
| 6.  | 17 lutego 2018   | Al Quaal Recreation Area  | 15 km s. dowolnym (start masowy)   | Chelsea Holmes       | Caitlin Gregg         | Erika Flowers     |
| 7.  | 18 lutego 2018   | Al Quaal Recreation Area  | 5 km s. klasycznym                 | Kaitlynn Miller      | Elizabeth Guiney      | Chelsea Holmes    |
| 8.  | 23 marca 2018    | Craftsbury Outdoor Center | Sprint s. klasycznym               | Jessica Diggins      | Sophie Caldwell       | Ida Sargent       |
| 9.  | 24 marca 2018    | Craftsbury Outdoor Center | 10 km s. dowolnym (start masowy)   | Jessica Diggins      | Sadie Maubet Bjornsen | Kikkan Randall    |

### Mężczyźni
| Lp. | Data             | Miejscowość               | Dystans                            | 1. miejsce     | 2. miejsce          | 3. miejsce          |
| --- | ---------------- | ------------------------- | ---------------------------------- | -------------- | ------------------- | ------------------- |
| 1.  | 2 grudnia 2017   | Rendezvous Ski Trails     | Sprint s. dowolnym                 | Nick Michaud   | Benjamin Lustgarten | Reese Hanneman      |
| 2.  | 3 grudnia 2017   | Rendezvous Ski Trails     | 15 km s. klasycznym (start masowy) | Brian Gregg    | David Norris        | Benjamin Lustgarten |
| 3.  | 26 stycznia 2018 | Craftsbury Outdoor Center | Sprint s. klasycznym               | Forrest Mahlen | Benjamin Saxton     | Kevin Bolger        |
| 4.  | 28 stycznia 2018 | Craftsbury Outdoor Center | 10 km s. dowolnym                  | David Norris   | Andy Shields        | Kevin Bolger        |
| 5.  | 15 lutego 2018   | Al Quaal Recreation Area  | Sprint s. dowolnym                 | Kevin Bolger   | John Hegman         | David Norris        |
| 6.  | 17 lutego 2018   | Al Quaal Recreation Area  | 20 km s. dowolnym (start masowy)   | David Norris   | Kevin Bolger        | Brian Gregg         |
| 7.  | 18 lutego 2018   | Al Quaal Recreation Area  | 10 km s. klasycznym                | David Norris   | Benjamin Lustgarten | Kris Freeman        |
| 8.  | 23 marca 2018    | Craftsbury Outdoor Center | Sprint s. klasycznym               | Andrew Newell  | Benjamin Saxton     | Erik Bjornsen       |
| 9.  | 24 marca 2018    | Craftsbury Outdoor Center | 15 km s. dowolnym (start masowy)   | Erik Bjornsen  | Simi Hamilton       | Tad Elliott         |

## Klasyfikacje
| Lp. | Zawodniczka           | Punkty |
| --- | --------------------- | ------ |
| 1.  | Kaitlynn Miller       | 433    |
| 2.  | Caitlin Patterson     | 399    |
| 3.  | Rosie Frankowski      | 342    |
| 4.  | Erika Flowers         | 322    |
| 5.  | Becca Rorabaugh       | 294    |
| 6.  | Elizabeth Guiney      | 269    |
| 7.  | Chelsea Holmes        | 196    |
| 8.  | Felicia Gesior        | 187    |
| 9.  | Jessica Diggins       | 180    |
| 10. | Kelsey Phinney        | 172    |
| 11. | Caitlin Gregg         | 169    |
| 12. | Hedda Baangman        | 150    |
| 13. | Hannah Halvorsen      | 138    |
| 14. | Sadie Maubet Bjornsen | 136    |
| 15. | Corey Stock           | 125    |

| Lp. | Zawodnik            | Punkty |
| --- | ------------------- | ------ |
| 1.  | David Norris        | 351    |
| 2.  | Kevin Bolger        | 336    |
| 3.  | Kris Freeman        | 273    |
| 4.  | Eric Packer         | 260    |
| 5.  | John Hegman         | 248    |
| 6.  | Tad Elliott         | 236    |
| 7.  | Adam Martin         | 231    |
| 7.  | Benjamin Saxton     | 224    |
| 9.  | Brian Gregg         | 214    |
| 10. | Benjamin Lustgarten | 210    |
| 11. | Reese Hanneman      | 206    |
| 12. | Tyler Kornfield     | 198    |
| 13. | Scott Patterson     | 182    |
| 14. | Erik Bjornsen       | 162    |
| 15. | Rogan Brown         | 133    |